# Cortinarius anserinus
Cortinarius anserinus (Velen.) Rob. Henry – gatunek grzybów należący do rodziny zasłonakowatych (Cortinariaceae).

## Systematyka i nazewnictwo
Pozycja w klasyfikacji według Index Fungorum: Cortinarius, Cortinariaceae, Agaricales, Agaricomycetidae, Agaricomycetes, Agaricomycotina, Basidiomycota, Fungi.
Po raz pierwszy opisał go w 1920 r. Josef Velenovský, nadając mu nazwę Phlegmacium anserinus. W 1986 r. Robert Henry przeniósł go do rodzaju Cortinarius.

## Morfologia
Kapelusz
Średnica do 5 cm, kształt wypukły. Jest niehigrofaniczny. Powierzchnia lepka,, ochrowa lub żółtawa, przy brzegu jaśniejsza, z fioletowymi włókienkami osłony.
Blaszki
Wąsko przyrośnięte, początkowo fioletowe, potem płowobrązowe.
Trzon
Cylindryczny z wyraźnie obrzeżoną bulwą, na której brzegu występują skąpe resztki ochrowej osłony. Powierzchnia sucha, jasnofioletowa z przylegającymi, białymi włókienkami. Zasnówka biała.
Miąższ
W kapeluszu i w podstawie trzonu jasnofioletowy, w górnej części trzonu fioletowy, bez zapachu.
Cechy mikroskopowe
Zarodniki 9,5–11,5 × 5,5–7,0 μm, cytrynkowate, brązowe, grubo brodawkowane, silnie dekstrynoidalne. Cheilocystyd brak.

## Występowanie i siedlisko
Podano jego stanowiska tylko w Europie. W Europie Zachodniej i Środkowej jest częsty. Brak go w opracowanym w 2003 r. przez Władysława Wojewodę wykazie wielkoowocnikowych grzybów podstawkowych Polski, ale kilka jego stanowisk przytaczają T. Ślusarczyk i inni.
Naziemny grzyb mykoryzowy. Występuje w lasach liściastych, najczęściej pod bukami, ale także pod dębami, lipami i kasztanami. Preferuje gleby o dużej zawartości wapnia.